# Selección de fútbol de Turquía
La selección de fútbol de Turquía (en turco: Türkiye Millî Futbol Takımı) está formada por jugadores de nacionalidad turca, y está controlada por la Federación Turca de Fútbol (TFF), que fue fundada en 1923 y es miembro de la UEFA desde 1962.
Desde su introducción en 1992, la clasificación de la FIFA ha clasificado a Turquía entre el 5.º y el 67.º lugar. Tras su éxito en la Copa del Mundo de 2002, Turquía logró mantenerse entre los 10 primeros en la clasificación entre 2002 y 2004, ocupando el quinto lugar en junio de 2004. El equipo volvió a subir al décimo lugar en diciembre de 2008 tras su éxito en la Eurocopa 2008. Turquía logró su mayor goleada a favor con 7-0 sobre Siria en 1949, Corea del Sur en 1954 y San Marino en 1996, mientras que sus mayores derrotas fueron 8-0 ante Polonia en 1968 e Inglaterra en 1984 y 1987.
A partir de 2020, el jugador con más partidos internacionales en la selección nacional es Rüştü Reçber con 120 partidos internacionales entre 1994 y 2012, y el jugador con más goles es Hakan Şükür con 51 goles marcados entre 1992 y 2007. El capitán con más años de servicio es Turgay Şeren, con la capitanía de 35 encuentros internacionales entre 1950 y 1966.

## Historia

### Inicios

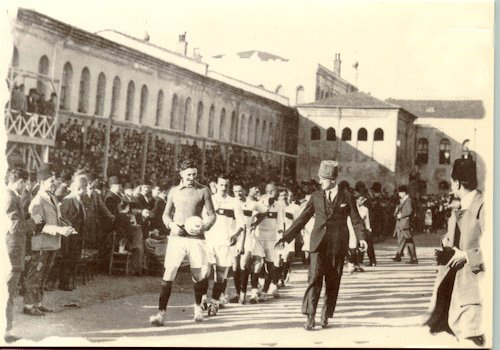
El equipo Nacional turco saliendo a su primer partido, ante, 3 días antes de la declaración de la república en Turquía: 26 de octubre de 1923, Estambul.

La TFF es miembro de la FIFA desde 1923, año de la declaración de la independencia turca, y de la UEFA desde 1962. Turquía tradicionalmente juega las competiciones de la UEFA y participa en las clasificaciones para la Copa Mundial de la FIFA desde los grupos eliminatorios europeos.
El primer partido internacional de la selección turca fue en 1923 ante Rumania en Estambul. La presencia del propio fundador de la república turca, Mustafa Kemal Atatürk, y los deseos de éxito del equipo se consideraban de importancia. Para Atatürk, el fútbol era su deporte favorito. El partido acabó empatado 2-2.

### Década de los cincuenta: debut en el escenario mundialista

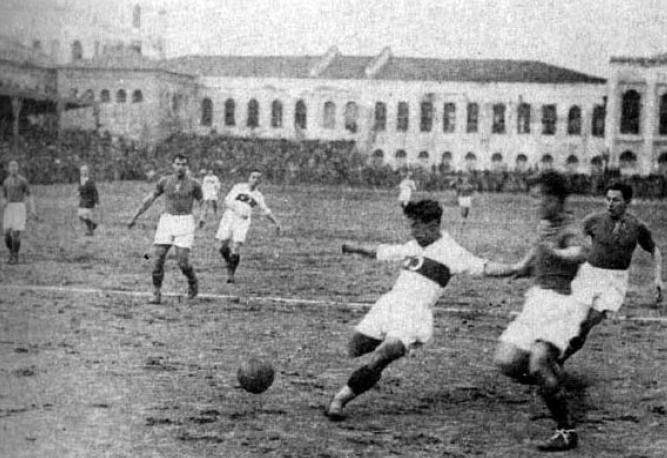
Turquía ante en el Estadio de Taksim (22 de abril de 1932)

Para la Copa del Mundo de 1950, la selección turca se clasificó fácilmente, ganando el partido contra Siria (7-0). Pero, debido a dificultades económicas, no participó de la fase final del campeonato.
Turquía fue una de las dieciséis selecciones participantes en la Copa Mundial de Suiza 1954, la cual fue su primera participación en un Mundial. Originalmente, en la ronda de clasificación, Turquía iba a enfrentar en un triangular a España y a la Unión Soviética. Pero la Unión Soviética abandonó el torneo, por lo que enfrentaron en una serie de eliminación directa a España. Como ambas selecciones se vencieron entre sí en una ocasión, en lugar de tener en cuenta el resultado global, se decidió jugar un partido de desempate (en Roma, Italia), para definir al clasificado. El partido terminó empatado, y en lugar de jugar penales, se procedió a determinar al clasificado por medio de un sorteo, en el cual Turquía resultó ganadora. Quedó eliminada en fase de grupos, tras ganar solo un partido, ante Corea del Sur (este fue 7-0, la mejor victoria registrada en su historia) y perder 2 ante Alemania Federal (1-4 y 2-7), siendo el segundo partido un desempate para acceder a la ronda eliminatoria. Si bien también compartía grupo con Hungría, el formato vigente del campeonato en ese entonces no permitió que se enfrentaran.
Durante este período, el equipo nacional turco jugó varios partidos exitosos y la mayor victoria fue sobre el invencible equipo nacional húngaro, en febrero de 1956, ganando por 3-1.

### Período de declive (1960-1980)
A pesar del apoyo estatal para la formación del equipo nacional y la participación de varios clubes turcos en torneos europeos, la década de los sesenta se considera un período de comienzo de declive para Turquía. Hubo un esfuerzo considerable en la década de los setenta para clasificar para las Copas del Mundo y a las Eurocopas. Pero el equipo no participó en la fase final de ninguno de los dos torneos.
La década de los 80 sería similar: Turquía tampoco llegó a la fase final de ningún torneo internacional y sufrió duras derrotas, como por ejemplo ante Inglaterra, por 0-8 en noviembre de 1984, siendo esta su peor derrota registrada en la historia. Y no llegó a la Copa del Mundo de 1990 porque perdió en el último partido del torneo de clasificación.

### Lento crecimiento futbolístico:Juegos Mediterráneos de 1993
El único título oficial del combinado turco fue conseguido en 1993 en los Juegos Mediterráneos, donde terminó la fase de grupos como puntero por delante de Francia, Túnez y Croacia, superando en semifinales nuevamente a Francia, y a Argelia en la final.

### Relevancia en el escenario europeo y mundialista (1996-2008)

#### 1996: debut en la Eurocopa
Turquía jugó por primera vez en su historia la fase final de la Eurocopa en la edición de 1996. La actuación no fue la esperada, ya que acabó última en su grupo sin puntos ni goles convertidos, por detrás de Portugal, Croacia y Dinamarca. Sin embargo, le entregaron el premio de juego limpio a Alpay Özalan.

#### Eurocopa de Bélgica/Países Bajos 2000
Turquía venció a Irlanda en el repechaje clasificatorio y así se metió en la Eurocopa por segunda vez en su historia y segunda vez consecutiva. Compartió el grupo B con Italia, Suecia y una de las selecciones anfitrionas, Bélgica. Empezó perdiendo por 2-1 frente a Italia, le siguió un empate sin goles ante Suecia. Pero, en el último partido de la fase de grupos, logra un histórico resultado al vencer por 2-0 a la anfitriona Bélgica, y así pasa a cuartos de final, donde finalmente fue eliminada por Portugal.

#### Mundial de Corea/Japón 2002: el campeón que no fue
En el camino a la Copa del Mundo de 2002, si bien Turquía se veía con chances de liderar su grupo eliminatorio, una derrota por 1-2 ante Suecia, hizo que debiera disputar el repechaje ante Austria. Al ganar por un global de 6-0 (1-0 la ida en Viena, 5-0 la vuelta en Estambul), volvió a jugar la fase final de un mundial tras 48 años de ausencia, en lo que fue la segunda y hasta ahora última participación en su historia. Quedó en el grupo C junto con Brasil, Costa Rica y China. 
Para el primer partido, Turquía empezó ganando con un gol de Hasan Şaş sobre el final del primer tiempo. Pero Ronaldo y un polémico penal de Rivaldo por el cual expulsaron a Alpay Özalan le dieron el triunfo a Brasil.
Para el segundo partido, Emre Belozoğlu logró anotar en el minuto 5 del primer tiempo. Pero, terminando el partido, el jugador Winston Parks también consiguió anotar y quedó empatado 1-1. Con solo un punto, la clasificación dependía del partido con China, y el partido de Costa Rica con Brasil. Turquía venció fácilmente a los chinos 3-0. Para su suerte, Brasil venció 5-2 a Costa Rica, lo que dejó con un gol menos de diferencia a Costa Rica, y Turquía logró clasificarse para la siguiente ronda.
Para los octavos de final, Turquía se enfrentaba a una de las selecciones de casa, Japón. Para el inicio del partido, llegó en el minuto 12 Umit Davala quien convertiría el único gol del partido, llevando a los turcos a sus primeros cuartos de final y eliminando al local Japón.
En cuartos de final, Turquía luchaba por un puesto en semifinales por primera vez con Senegal. El partido terminó en el minuto 90 0-0, en el tiempo extra, un pase de Davala centrado llegaría a Ilhan Mansiz que anotaría el gol de oro que llevó a Turquía a semifinales. 
En la semifinal, Turquía buscó la revancha con Brasil, el primer tiempo estuvo muy cerrado. Pero, en el minuto 50, llegaría Ronaldo con el único gol del partido. Los turcos perdieron la oportunidad de la final. En el partido por el tercer puesto, Turquía se enfrentó al otro miembro de casa, Corea del Sur. En el segundo 11 de iniciado el partido, Hakan Şükür rompería un récord al anotar el gol más rápido de la historia de los mundiales de fútbol. El partido finalizó 3-2 a favor de los turcos, que conseguían el tercer puesto y el logro más importante de la historia de la selección.

#### Copa Confederaciones de Francia 2003
En 2003, Turquía participó de la Copa Confederaciones, en calidad de invitado por el obtenido tercer puesto en el Mundial de 2002, debido a que el vigente campeón de Europa en aquel entonces, Francia, fue el país anfitrión y Alemania, vigente subcampeona del mundo, rechazó la invitación al campeonato. Compartió el grupo B con Brasil, Estados Unidos y Camerún. Comenzó ganando por 2-1 ante Estados Unidos, le siguió una caída por 1-0 ante Camerún y un empate con Brasil 2-2, dejando a los brasileños eliminados del torneo. Posteriormente, Turquía perdió ante Francia (2-3) en las semifinales y derrotó a Colombia (2-1) en el partido por el tercer lugar.

#### Sorpresiva ausencia en la Eurocopa 2004 y en el Mundial 2006
En la clasificación para la Eurocopa 2004, Turquía finalizó segunda en su grupo por detrás de Inglaterra, y por encima de Eslovaquia, Macedonia y Liechtenstein, con la mejor diferencia de gol. Pero, en la repesca, perdió por 2-3 en el global ante Letonia y no logró clasificar para el campeonato.
En las eliminatorias rumbo al Mundial de Alemania 2006, si bien terminó segunda en su grupo, por detrás de Ucrania, alcanzando la repesca, Turquía no se clasificó porque perdió en el partido de ida ante Suiza por 0-2 y ganó en la vuelta por 4-2. Pero perdió en el global por la regla del gol de visitante. Después de aquel juego, hubo disturbios masivos y varias peleas, por lo cual, como sanción, Turquía jugó sus próximos tres partidos como local en otro país.

#### Eurocopa 2008

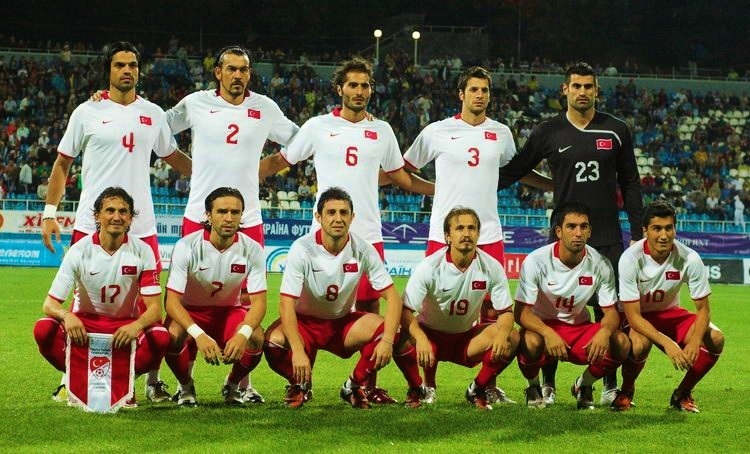
Selección turca en 2009

Tras la sorprendente ausencia en la Eurocopa 2004 y en el Mundial 2006, Turquía logró acceder la Eurocopa 2008, torneo al que clasificó como segundo en su grupo eliminatorio (por detrás de Grecia). Compartió el grupo A con Portugal, la República Checa y uno de los anfitriones, Suiza. Empezó perdiendo por 0-2 ante Portugal, luego venció a la anfitriona Suiza por 2-1 (quien la dejó sin jugar el Mundial de 2006) y a la República Checa por 3-2. 
En cuartos de final, consiguió un ajustado 1-1 sobre el final del segundo tiempo extra ante Croacia, aunque lograrían el pase a semifinales en la tanda de penales. En semifinales, Turquía buscaba llegar por primera vez en su historia a una final internacional ante Alemania. Turquía empezó ganando por 1-0, pero, pese a la buena actuación, el partido finalizó con victoria de Alemania por 3-2.

### Años 2010: nueva decadencia

#### ElcaminoaSudáfrica 2010
Esta vez, Turquía quedaba fuera de otro mundial porque no se clasificó en el grupo 5, terminando tercera detrás de España y Bosnia. Tras este fracaso, Fatih Terim dejó su cargo de entrenador.

#### El fallidocamino a la Eurocopa de Polonia y Ucrania 2012
Turquía fue seleccionada en el grupo A en la clasificación para la Eurocopa 2012, junto con Kazajistán, Austria, Bélgica, Alemania y Azerbaiyán. El equipo turco llegó a los play-offs después de vencer a Azerbaiyán por 1-0. Pero fue eliminado por 3-0 en el global de Croacia. El 14 de noviembre de 2012, Turquía celebró su partido número 500 en un partido amistoso jugado contra Dinamarca en el Türk Telekom Arena de Estambul, que terminó en un empate 1-1. Antes del partido, se honró a los futbolistas y entrenadores que contribuyeron al éxito de la selección nacional en el pasado. La cantante de pop turca Hadise, que vistió una camiseta de la selección nacional con el número 500, realizó un pequeño concierto.

#### El camino a Brasil 2014: oportunidad desperdiciada
Turquía fue sorteada en el grupo D en la clasificación para la Copa del Mundo de 2014, junto con Andorra, Estonia, Hungría, los Países Bajos y Rumania, terminando en cuarto lugar. Turquía comenzó a perder puntos críticos durante la clasificación y Abdullah Avcı fue despedido poco después. Fatih Terim fue puesto a cargo por tercera vez para liderar la selección nacional. Pero una derrota por 2-0 contra los Países Bajos acabó con las esperanzas de clasificación.

### Regreso a la Eurocopa y nuevo fracaso en eliminatoria mundialista

#### Eurocopa de Francia 2016

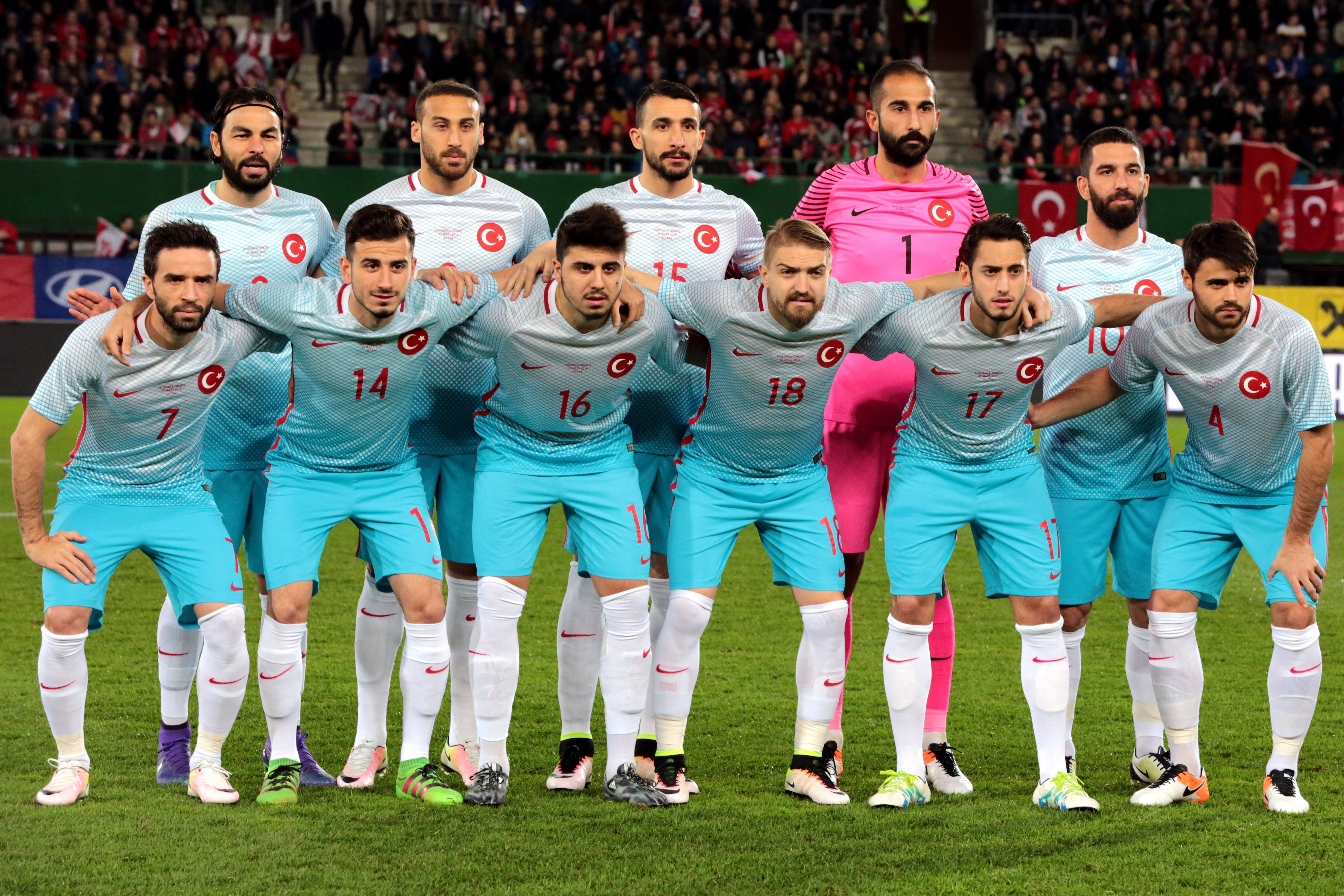
Selección de fútbol de Turquía en 2016

Turquía fue agrupada en el grupo A en la campaña de clasificación para la Euro 2016, junto con Islandia, Letonia, Kazajistán, los Países Bajos y la República Checa. El equipo turco se clasificó para su primer gran torneo en ocho años como el mejor tercer clasificado después de vencer a Islandia 1-0, con Selçuk İnan anotando un tiro libre en el minuto 89. Después de más de dieciocho meses invicto, una derrota ante Inglaterra como amistoso previo al torneo terminó con la racha ganadora del equipo, lo que posteriormente llevó a derrotas consecutivas contra Croacia y España en el torneo. Turquía ganó su último partido contra la República Checa, 2-0. Estaban a minutos de llegar a los octavos de final, hasta que un triunfo tardío de Irlanda contra Italia significó que esta última se clasificara como uno de los mejores equipos en tercer lugar. A pesar de la eliminación, la hábil exhibición y la asistencia del joven Emre Mor durante el juego revelaron un futuro esperanzador para el fútbol turco.

#### El camino a Rusia 2018: otra oportunidad desperdiciada
Turquía fue seleccionada en el grupo I de la clasificación para la Copa del Mundo 2018, junto con Croacia, Finlandia, Islandia, Kosovo y Ucrania . Durante las eliminatorias, el entrenador Fatih Terim se retiró y el exentrenador de Rumania, Mircea Lucescu, asumió el cargo. Después de ocho partidos, Turquía tenía algunas posibilidades de clasificarse para el torneo, pero una derrota por 0-3 contra Islandia en casa acabó con las esperanzas. Después de un empate 2-2 contra Finlandia, el equipo terminó cuarto en el grupo I.

### La reconstrucción turca (2018-presente)

#### Liga de las Naciones de la UEFA 2018/19
Turquía fue encuadrada en el grupo 2 de la liga B junto con Suecia y Rusia. Empezó perdiendo como local por 1-2 ante los rusos, luego venció sobre el final a los suecos por 3-2 en condición de visitante, en el segundo partido ante Rusia (de visitante) fue derrotada por 0-2 y lo mismo ocurriría en el último partido de local ante Suecia, perdiendo por 0-1 con gol de penal. Esto hizo que Turquía acabara última con solo tres puntos en su grupo.

#### Clasificación para la Eurocopa 2020
El 11 de febrero de 2019, Mircea Lucescu rescindió su contrato como DT y se contrató al exentrenador del Beşiktaş, quien llevó a Turquía a las semifinales de la Copa Mundial de Fútbol de 2002 y de la Copa FIFA Confederaciones 2003, Şenol Güneş, de cara a la clasificación para la Eurocopa 2020 donde Turquía quedó ubicada en el grupo H junto con Andorra, Albania, Francia, Islandia y Moldavia. Güneş hizo su debut en la primera fecha de la clasificación para la Eurocopa 2020 ante Albania de visitante el 22 de marzo, triunfando por 2-0. Luego, Turquía goleó 4-0 a Moldavia de local. El 8 de junio, Turquía se enfrentó de local al último campeón del mundo, Francia, con la mayoría de sus jugadores campeones como titulares. Sin embargo, con goles de Kaan Ayhan y de la joven promesa turca de la Roma, Cengiz Ünder, los turcos lograron vencer a los franceses por 2-0, colocándose parcialmente primeros del grupo con 9 puntos y con 8 goles a favor, sin goles en contra, lo cual duraría solamente una fecha, ya que perdieron por 1-2 en la visita a Islandia cuando se disputaba el partido de la 4.ª jornada. En la 5.ª fecha, Turquía recibió en Estambul a Andorra. El partido parecía terminar sin goles, pero sobre el final, un cabezazo de Ozan Tufan le permitió a Turquía volver a sumar de a 3. En la 6.ª fecha, Turquía volvió a enfrentarse ante Moldavia, esta vez como visitante. Un doblete de Cenk Tosun, un gol de Yusuf Yazıcı y otro de Deniz Türüç le dieron el triunfo a los turcos por 4-0. En la 7.ª fecha Turquía venció como local a Albania por 1-0, con gol de Tosun en el final del partido. En el partido por la 8.ª fecha, Turquía visitó a la vigente campeona del mundo, tras ganarle 2-0 de local en la 3.ª fecha. El marcador se abrió en el minuto 76 con gol de Olivier Giroud para Francia. Pero, en el minuto 81, Turquía encontraría el empate de la mano de Kaan Ayhan. El 14 de noviembre de 2019, Turquía recibió a Islandia, en Estambul. Faltando pocos minutos para finalizar el partido, Islandia estuvo cerca de marcar. Pero Turquía logró evitarlo, salvándose en la línea de que fuera gol. El partido finalmente terminó sin goles, y de esta manera Turquía logró la merecida clasificación para la Eurocopa 2020, a falta de una fecha por jugar, por 5.ª vez en su historia y por 2.ª vez consecutiva. Ya clasificado, Turquía visitó a Andorra para disputar la última fecha. Enes Ünal abrió la cuenta en el minuto 17 del primer tiempo, y a los 21 marcaría el 2-0, con gol de penal. El partido finalizó 2-0 para los turcos, que finalizaron como segundos del grupo H con 23 puntos, por detrás de Francia.

#### Liga de Naciones de la UEFA 2020-21
Turquía terminó cuarta en el grupo 3 (perteneciente a la liga B) por detrás de Hungría, Rusia y Serbia, producto de 6 pts. (2 victorias y 4 derrotas). Por ello, jugará la próxima edición en la Liga C.,

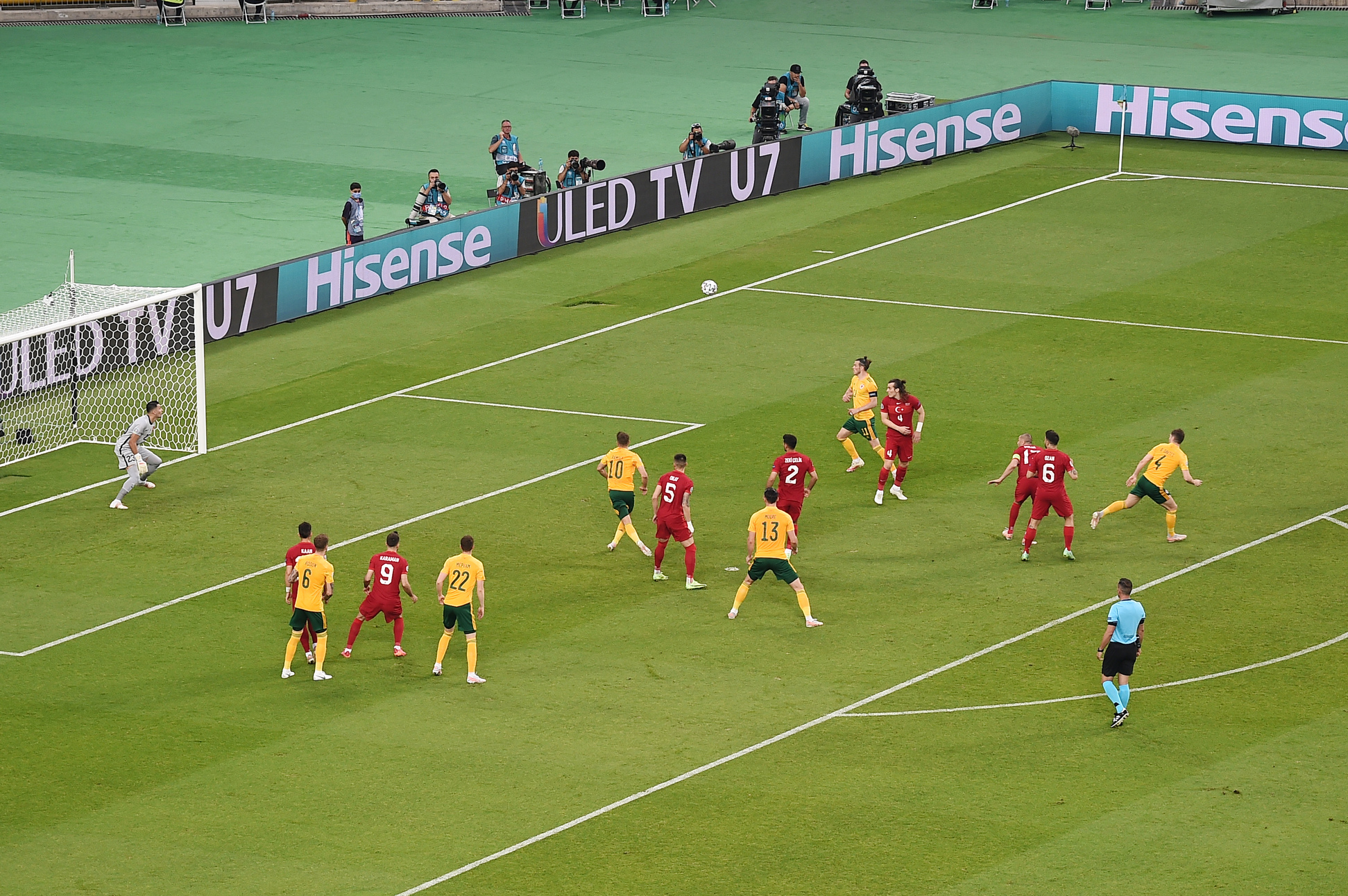
Turquía vs. Gales en la Eurocopa 2020

#### Fracaso en la Eurocopa 2020
Turquía comparte el grupo A con Italia, Gales y Suiza. Debido a la pandemia de COVID-19 se celebra en 2021, El 20 de junio Turquía perdió 1 a 3 en el partido contra Suiza, con esto quedaría eliminado en fase de grupos con 0 puntos resultado de 3 derrotas, con un 1 a favor y 8 en contra.

#### Decepción en la clasificación para Catar 2022
Para las eliminatorias para Catar 2022, Turquía fue encuadrada en el grupo G, que comparte con los Países Bajos, Noruega, Montenegro, Letonia y Gibraltar.
En el primer partido, en Estambul, le ganó 4-2 a la selección neerlandesa, con goles de Burak Yılmaz (3) y Hakan Çalhanoğlu, volvería a conocer el triunfo esta vez en condición de visitante ante Noruega con doblete de Tufan y gol de Söyüncü. Sin embargo, sembrarían un sorpresivo empate ante Letonia 3-3 de local; los turcos se adelantarían 2 veces con goles de Karaman y Çalhanoğlu, pero Savaļnieks y Uldriķis pondrían las tablas y, en el minuto 59, Burak Yılmaz volvería a adelantar a su selección. Sin embargo, Ikaunieks empataría nuevamente.
Nuevamente obtuvieron un empate, esta vez ante Montenegro. Volvieron a saber el aire de la victoria con una contundente triunfo ante Gibraltar por 0-3 con goles de Dervişoğlu, Çalhanoğlu y Karaman. Sin embargo, tendrían una de las peores derrotas de su historia en donde caerían ante los Países Bajos por un humillante 6-1, el único tanto turco lo marcaría Ünder en el descuento.
Sin embargo, se repondrían al empatar con Noruega, ganar de visitante a Letonia por 1-2 y de local por 6-0 a Gibraltar; quedándose a 2 puntos del cupo directo. Pero obtuvieron el repechaje superando a su perseguidor Noruega, quien perdió 0-2 con los Países Bajos, quien acabaría como puntero, lamentablemente Turquía perdió la semifinal de la ruta C ante Portugal por 3-1, quedandose nuevamente fuera de una cita mundialista.

## Últimos partidos y próximos encuentros
| Fecha      | Ciudad      | Competencia                     | Racha | Local          |                           | Resultados |                    | Visitante |
| ---------- | ----------- | ------------------------------- | ----- | -------------- | ------------------------- | ---------- | ------------------ | --------- |
| 14/10/2024 | Reykjavík   | Liga de Naciones UEFA 24/25     | Sí    | Islandia       | Bandera de Islandia       | 2:4 (1:0)  | Bandera de Turquía | Turquía   |
| 16/11/2024 | Kayseri     | Liga de Naciones UEFA 24/25     |       | Turquía        | Bandera de Turquía        | 0:0        | Bandera de Gales   | Gales     |
| 19/11/2024 | Podgorica   | Liga de Naciones UEFA 24/25     | No    | Montenegro     | Bandera de Montenegro     | 3:1 (2:1)  | Bandera de Turquía | Turquía   |
| 20/3/2025  | Estambul    | Liga de Naciones UEFA 24/25     | Sí    | Turquía        | Bandera de Turquía        | 3:1 (1:1)  | Bandera de Hungría | Hungría   |
| 23/3/2025  | Budapest    | Liga de Naciones UEFA 24/25     | Sí    | Hungría        | Bandera de Hungría        | 0:3 (0:2)  | Bandera de Turquía | Turquía   |
| 7/6/2025   | Hartford    | Partido amistoso                | Sí    | Estados Unidos | Bandera de Estados Unidos | 1:2 (1:2)  | Bandera de Turquía | Turquía   |
| 10/6/2025  | Chapel Hill | Partido amistoso                | No    | México         | Bandera de México         | 1:0 (0:0)  | Bandera de Turquía | Turquía   |
| 4/9/2025   | Tiflis      | Clasificación Copa Mundial 2026 |       | Georgia        | Bandera de Georgia        | -:-        | Bandera de Turquía | Turquía   |
| 7/9/2025   | Konya       | Clasificación Copa Mundial 2026 |       | Turquía        | Bandera de Turquía        | -:-        | Bandera de España  | España    |
| 11/10/2025 | Sofía       | Clasificación Copa Mundial 2026 |       | Bulgaria       | Bandera de Bulgaria       | -:-        | Bandera de Turquía | Turquía   |
| 14/10/2025 | TBD         | Clasificación Copa Mundial 2026 |       | Turquía        | Bandera de Turquía        | -:-        | Bandera de Georgia | Georgia   |

## Uniforme
| Primera equipación | (ver evolución) |  | Equipación actual |

## Rivalidades
Turquía ha desarrollado varias rivalidades notables, siendo las más conocidas con Croacia y Grecia.
Turquía y Croacia se han enfrentado 9 veces, su primer encuentro fue en la Eurocopa 1996; donde ambos países debutaron en el partido inaugural, que Croacia ganó 1-0. Un partido muy recordado entre ellos fue en la Eurocopa 2008, que Turquía ganó en los penaltis tras un empate 1-1 incluso después de la prórroga. Con la victoria, Turquía alcanzó las semifinales en solo su tercera aparición en general de la Eurocopa. Los dos equipos se enfrentaron en los play-offs de clasificación para la Eurocopa 2012, con Croacia ganando 3-0 en el partido de ida en Estambul y clasificando al torneo, tras un empate 0-0 en el partido de vuelta. Los dos equipos se enfrentaron una vez más en una competición europea en la Eurocopa 2016, jugando en el partido inaugural del grupo D; con Croacia ganando 1-0 a través de una sensacional volea de Luka Modrić. Solo tres meses después del partido de la Eurocopa, los dos equipos jugaron su primer partido en el grupo I de la clasificación para la Copa Mundial de Fútbol de 2018, que terminó 1-1. Exactamente un año después de esto, Turquía ganó el partido inverso 1-0 en casa, lo que jugó un papel clave en la campaña de clasificación de ambos países, aunque Turquía no se clasificaría para la Copa del Mundo, mientras que Croacia se clasificaría y terminaría segundo en esa edición.
Turquía también tiene una rivalidad histórica con Grecia; habiendo jugado un total de catorce veces, ganando ocho, empatando tres y perdiendo tres juegos. Ambos países han sido descritos como «golpeando por encima de su peso». Grecia ganó la Eurocopa 2004 a pesar de estar clasificada como desfavorecida antes de la competición, y Turquía siguió su medalla de bronce de la Copa Mundial de Fútbol de 2002 y avanzando a las semifinales de la Eurocopa 2008, donde fueron eliminados por Alemania. Debido a la tensión política entre los dos países y la disputa sobre la isla de Chipre, junto con varios incidentes ocurridos durante los partidos entre clubes turcos y griegos, se ha descrito como una de las mayores rivalidades futbolísticas.

## Estadísticas

### Copa del Mundo
| Año   | Ronda          | Posición       | PJ             | PG             | PE             | PP             | GF             | GC             | Dif.           | Goleador                      |
| ----- | -------------- | -------------- | -------------- | -------------- | -------------- | -------------- | -------------- | -------------- | -------------- | ----------------------------- |
| 1930  | Se retiró*     | Se retiró*     | Se retiró*     | Se retiró*     | Se retiró*     | Se retiró*     | Se retiró*     | Se retiró*     | Se retiró*     | Se retiró*                    |
| 1934  | Se retiró*     | Se retiró*     | Se retiró*     | Se retiró*     | Se retiró*     | Se retiró*     | Se retiró*     | Se retiró*     | Se retiró*     | Se retiró*                    |
| 1938  | Se retiró*     | Se retiró*     | Se retiró*     | Se retiró*     | Se retiró*     | Se retiró*     | Se retiró*     | Se retiró*     | Se retiró*     | Se retiró*                    |
| 1950  | Se retiró*     | Se retiró*     | Se retiró*     | Se retiró*     | Se retiró*     | Se retiró*     | Se retiró*     | Se retiró*     | Se retiró*     | Se retiró*                    |
| 1954  | Primera fase   | 11.º           | 3              | 1              | 0              | 2              | 10             | 11             | –1             | Suat Mamat y Burhan Sargun: 3 |
| 1958  | Se retiró      | Se retiró      | Se retiró      | Se retiró      | Se retiró      | Se retiró      | Se retiró      | Se retiró      | Se retiró      | Se retiró                     |
| 1962  | No clasificó   | No clasificó   | No clasificó   | No clasificó   | No clasificó   | No clasificó   | No clasificó   | No clasificó   | No clasificó   | No clasificó                  |
| 1966  | No clasificó   | No clasificó   | No clasificó   | No clasificó   | No clasificó   | No clasificó   | No clasificó   | No clasificó   | No clasificó   | No clasificó                  |
| 1970  | No clasificó   | No clasificó   | No clasificó   | No clasificó   | No clasificó   | No clasificó   | No clasificó   | No clasificó   | No clasificó   | No clasificó                  |
| 1974  | No clasificó   | No clasificó   | No clasificó   | No clasificó   | No clasificó   | No clasificó   | No clasificó   | No clasificó   | No clasificó   | No clasificó                  |
| 1978  | No clasificó   | No clasificó   | No clasificó   | No clasificó   | No clasificó   | No clasificó   | No clasificó   | No clasificó   | No clasificó   | No clasificó                  |
| 1982  | No clasificó   | No clasificó   | No clasificó   | No clasificó   | No clasificó   | No clasificó   | No clasificó   | No clasificó   | No clasificó   | No clasificó                  |
| 1986  | No clasificó   | No clasificó   | No clasificó   | No clasificó   | No clasificó   | No clasificó   | No clasificó   | No clasificó   | No clasificó   | No clasificó                  |
| 1990  | No clasificó   | No clasificó   | No clasificó   | No clasificó   | No clasificó   | No clasificó   | No clasificó   | No clasificó   | No clasificó   | No clasificó                  |
| 1994  | No clasificó   | No clasificó   | No clasificó   | No clasificó   | No clasificó   | No clasificó   | No clasificó   | No clasificó   | No clasificó   | No clasificó                  |
| 1998  | No clasificó   | No clasificó   | No clasificó   | No clasificó   | No clasificó   | No clasificó   | No clasificó   | No clasificó   | No clasificó   | No clasificó                  |
| 2002  | Tercer lugar   | 3.º            | 7              | 4              | 1              | 2              | 10             | 6              | +4             | İlhan Mansız: 3               |
| 2006  | No clasificó   | No clasificó   | No clasificó   | No clasificó   | No clasificó   | No clasificó   | No clasificó   | No clasificó   | No clasificó   | No clasificó                  |
| 2010  | No clasificó   | No clasificó   | No clasificó   | No clasificó   | No clasificó   | No clasificó   | No clasificó   | No clasificó   | No clasificó   | No clasificó                  |
| 2014  | No clasificó   | No clasificó   | No clasificó   | No clasificó   | No clasificó   | No clasificó   | No clasificó   | No clasificó   | No clasificó   | No clasificó                  |
| 2018  | No clasificó   | No clasificó   | No clasificó   | No clasificó   | No clasificó   | No clasificó   | No clasificó   | No clasificó   | No clasificó   | No clasificó                  |
| 2022  | No clasificó   | No clasificó   | No clasificó   | No clasificó   | No clasificó   | No clasificó   | No clasificó   | No clasificó   | No clasificó   | No clasificó                  |
| 2026  | Por disputarse | Por disputarse | Por disputarse | Por disputarse | Por disputarse | Por disputarse | Por disputarse | Por disputarse | Por disputarse | Por disputarse                |
| 2030  | Por disputarse | Por disputarse | Por disputarse | Por disputarse | Por disputarse | Por disputarse | Por disputarse | Por disputarse | Por disputarse | Por disputarse                |
| 2034  | Por disputarse | Por disputarse | Por disputarse | Por disputarse | Por disputarse | Por disputarse | Por disputarse | Por disputarse | Por disputarse | Por disputarse                |
| Total | 2/22           | 31.º           | 10             | 5              | 1              | 4              | 20             | 17             | +3             | Mansız, Suat y Burhan: 3      |

* Turquía logró la clasificación al Mundial de Brasil de 1950, pero no participó de la fase final debido a problemas económicos.

### Eurocopa
| Año   | Ronda                         | Posición                      | PJ                            | PG                            | PE                            | PP                            | GF                            | GC                            | Dif.                          | Goleador                      |
| ----- | ----------------------------- | ----------------------------- | ----------------------------- | ----------------------------- | ----------------------------- | ----------------------------- | ----------------------------- | ----------------------------- | ----------------------------- | ----------------------------- |
| 1960  | No clasificó                  | No clasificó                  | No clasificó                  | No clasificó                  | No clasificó                  | No clasificó                  | No clasificó                  | No clasificó                  | No clasificó                  | No clasificó                  |
| 1964  | No clasificó                  | No clasificó                  | No clasificó                  | No clasificó                  | No clasificó                  | No clasificó                  | No clasificó                  | No clasificó                  | No clasificó                  | No clasificó                  |
| 1968  | No clasificó                  | No clasificó                  | No clasificó                  | No clasificó                  | No clasificó                  | No clasificó                  | No clasificó                  | No clasificó                  | No clasificó                  | No clasificó                  |
| 1972  | No clasificó                  | No clasificó                  | No clasificó                  | No clasificó                  | No clasificó                  | No clasificó                  | No clasificó                  | No clasificó                  | No clasificó                  | No clasificó                  |
| 1976  | No clasificó                  | No clasificó                  | No clasificó                  | No clasificó                  | No clasificó                  | No clasificó                  | No clasificó                  | No clasificó                  | No clasificó                  | No clasificó                  |
| 1980  | No clasificó                  | No clasificó                  | No clasificó                  | No clasificó                  | No clasificó                  | No clasificó                  | No clasificó                  | No clasificó                  | No clasificó                  | No clasificó                  |
| 1984  | No clasificó                  | No clasificó                  | No clasificó                  | No clasificó                  | No clasificó                  | No clasificó                  | No clasificó                  | No clasificó                  | No clasificó                  | No clasificó                  |
| 1988  | No clasificó                  | No clasificó                  | No clasificó                  | No clasificó                  | No clasificó                  | No clasificó                  | No clasificó                  | No clasificó                  | No clasificó                  | No clasificó                  |
| 1992  | No clasificó                  | No clasificó                  | No clasificó                  | No clasificó                  | No clasificó                  | No clasificó                  | No clasificó                  | No clasificó                  | No clasificó                  | No clasificó                  |
| 1996  | Fase de grupos                | 16.º                          | 3                             | 0                             | 0                             | 3                             | 0                             | 5                             | –5                            | -                             |
| 2000  | Cuartos de final              | 6.º                           | 4                             | 1                             | 1                             | 2                             | 3                             | 4                             | –1                            | Hakan Şükür: 2                |
| 2004  | No clasificó                  | No clasificó                  | No clasificó                  | No clasificó                  | No clasificó                  | No clasificó                  | No clasificó                  | No clasificó                  | No clasificó                  | No clasificó                  |
| 2008  | Semifinales                   | 4.º                           | 5                             | 2                             | 1                             | 2                             | 8                             | 9                             | –1                            | Semih Şentürk: 3              |
| 2012  | No clasificó                  | No clasificó                  | No clasificó                  | No clasificó                  | No clasificó                  | No clasificó                  | No clasificó                  | No clasificó                  | No clasificó                  | No clasificó                  |
| 2016  | Fase de grupos                | 17.º                          | 3                             | 1                             | 0                             | 2                             | 2                             | 4                             | –2                            | Yılmaz y Tufan: 1             |
| 2020  | Fase de grupos                | 24.º                          | 3                             | 0                             | 0                             | 3                             | 1                             | 8                             | −7                            | İrfan Kahveci: 1              |
| 2024  | Cuartos de final              | 7.º                           | 5                             | 3                             | 0                             | 2                             | 8                             | 8                             | 0                             | Merih Demiral: 2              |
| 2028  | Por disputarse                | Por disputarse                | Por disputarse                | Por disputarse                | Por disputarse                | Por disputarse                | Por disputarse                | Por disputarse                | Por disputarse                | Por disputarse                |
| 2032  | Clasificado por ser anfitrión | Clasificado por ser anfitrión | Clasificado por ser anfitrión | Clasificado por ser anfitrión | Clasificado por ser anfitrión | Clasificado por ser anfitrión | Clasificado por ser anfitrión | Clasificado por ser anfitrión | Clasificado por ser anfitrión | Clasificado por ser anfitrión |
| Total | 7/18                          | 15.º                          | 23                            | 7                             | 2                             | 14                            | 22                            | 38                            | –16                           | Semih Şentürk: 3              |

### Juegos Olímpicos
- Estadísticas desde la fundación de la TFF.

| Año | Ronda                         | Posición                      | PJ                            | PG                            | PE                            | PP                            | GF                            | GC                            | Dif.                          | Goleador                      |
| --- | ----------------------------- | ----------------------------- | ----------------------------- | ----------------------------- | ----------------------------- | ----------------------------- | ----------------------------- | ----------------------------- | ----------------------------- | ----------------------------- |
| 1908 | No existía la selección       | No existía la selección       | No existía la selección       | No existía la selección       | No existía la selección       | No existía la selección       | No existía la selección       | No existía la selección       | No existía la selección       | No existía la selección       |
| 1912 | No existía la selección       | No existía la selección       | No existía la selección       | No existía la selección       | No existía la selección       | No existía la selección       | No existía la selección       | No existía la selección       | No existía la selección       | No existía la selección       |
| 1920 | No existía la selección       | No existía la selección       | No existía la selección       | No existía la selección       | No existía la selección       | No existía la selección       | No existía la selección       | No existía la selección       | No existía la selección       | No existía la selección       |
| 1924 | Ronda preliminar              | 19.º                          | 1                             | 0                             | 0                             | 1                             | 2                             | 5                             | –3                            | Bekir Refet: 2                |
| 1928 | Octavos de final              | 15.º                          | 1                             | 0                             | 0                             | 1                             | 1                             | 7                             | –6                            | Bekir Refet: 1                |
| 1932 | No hubo competición de fútbol | No hubo competición de fútbol | No hubo competición de fútbol | No hubo competición de fútbol | No hubo competición de fútbol | No hubo competición de fútbol | No hubo competición de fútbol | No hubo competición de fútbol | No hubo competición de fútbol | No hubo competición de fútbol |
| 1936 | Octavos de final              | 15.º                          | 1                             | 0                             | 0                             | 1                             | 0                             | 4                             | –4                            | –                             |
| 1948 | Cuartos de final              | 6.º                           | 2                             | 1                             | 0                             | 1                             | 5                             | 3                             | +2                            | Gündüz Kılıç: 2               |
| Desde 1952 los Juegos Olímpicos los disputan selecciones amateurs, y a partir de 1992 selecciones sub-23 |                               |                               |                               |                               |                               |                               |                               |                               |                               |                               |
| Total | 4/7                           | -                             | 5                             | 1                             | 0                             | 4                             | 8                             | 19                            | –11                           | Bekir Refet: 3                |

### Liga de Naciones de la UEFA
| Liga de Naciones de la UEFA | Liga de Naciones de la UEFA | Liga de Naciones de la UEFA | Liga de Naciones de la UEFA | Liga de Naciones de la UEFA | Liga de Naciones de la UEFA | Liga de Naciones de la UEFA | Liga de Naciones de la UEFA | Liga de Naciones de la UEFA | Liga de Naciones de la UEFA |
| Año                         | L                           | G                           | Ronda                       | J                           | G                           | E                           | P                           | GF                          | GC                          |
| --------------------------- | --------------------------- | --------------------------- | --------------------------- | --------------------------- | --------------------------- | --------------------------- | --------------------------- | --------------------------- | --------------------------- |
| 2018-19                     | B                           | 2                           | Tercer lugar                | 4                           | 1                           | 0                           | 3                           | 4                           | 7                           |
| 2020-21                     | B                           | 3                           | Cuarto lugar                | 6                           | 1                           | 3                           | 2                           | 6                           | 8                           |
| 2022-23                     | C                           | 1                           | Primer lugar                | 6                           | 4                           | 1                           | 1                           | 18                          | 5                           |
| Total                       | Total                       | Total                       | 3/3                         | 16                          | 6                           | 4                           | 6                           | 28                          | 20                          |

## Jugadores

### Última convocatoria
Lista de 26 futbolistas convocados para disputar la Liga de Naciones 2024-25 en marzo.
Actualizado el 23 de marzo de 2025.
| N.º | Nombre              | Posición      | Edad    | PJ | Goles | Club                      |
| --- | ------------------- | ------------- | ------- | -- | ----- | ------------------------- |
| 1   | Muhammed Şengezer   | Portero       | 28 años | 0  | 0     | İstanbul Başakşehir F. K. |
| 12  | Berke Özer          | Portero       | 25 años | 0  | 0     | Eyüpspor                  |
| 23  | Uğurcan Çakır       | Portero       | 29 años | 31 | 0     | Trabzonspor               |
| 2   | Yusuf Akçiçek       | Defensa       | 19 años | 1  | 0     | Fenerbahçe S. K.          |
| 3   | Emirhan Topçu       | Defensa       | 24 años | 2  | 0     | Beşiktaş J. K.            |
| 4   | Samet Akaydin       | Defensa       | 31 años | 14 | 1     | Çaykur Rizespor           |
| 13  | Eren Elmalı         | Defensa       | 24 años | 16 | 0     | Galatasaray S. K.         |
| 14  | Abdülkerim Bardakcı | Defensa       | 30 años | 19 | 2     | Galatasaray S. K.         |
| 18  | Mert Müldür         | Defensa       | 26 años | 35 | 2     | Fenerbahçe S. K.          |
| 22  | Rayyan Baniya       | Defensa       | 26 años | 0  | 0     | Palermo F. C.             |
|     | Merih Demiral       | Defensa       | 27 años | 53 | 4     | Al-Ahli F. C.             |
|     | Taha Şahin          | Defensa       | 24 años | 0  | 0     | Çaykur Rizespor           |
| 5   | Salih Özcan         | Mediocampista | 27 años | 23 | 0     | Borussia Dortmund         |
| 6   | Atakan Karazor      | Mediocampista | 28 años | 0  | 0     | V. f. B. Stuttgart        |
| 10  | Hakan Çalhanoğlu    | Mediocampista | 31 años | 97 | 21    | Inter de Milán            |
| 16  | İsmail Yüksek       | Mediocampista | 26 años | 23 | 1     | Fenerbahçe S. K.          |
|     | Orkun Kökçü         | Mediocampista | 24 años | 39 | 3     | S. L. Benfica             |
|     | Demir Ege Tıknaz    | Mediocampista | 20 años | 0  | 0     | Rio Ave F. C.             |
| 7   | Kerem Aktürkoğlu    | Delantero     | 26 años | 42 | 11    | S. L. Benfica             |
| 8   | Arda Güler          | Delantero     | 20 años | 19 | 4     | Real Madrid C. F.         |
| 9   | Barış Alper Yılmaz  | Delantero     | 25 años | 26 | 2     | Galatasaray S. K.         |
| 11  | Kenan Yıldız        | Delantero     | 20 años | 19 | 2     | Juventus F. C.            |
| 15  | Can Uzun            | Delantero     | 19 años | 2  | 0     | Eintracht Frankfurt       |
| 17  | İrfan Can Kahveci   | Delantero     | 29 años | 39 | 5     | Fenerbahçe S. K.          |
| 19  | Deniz Gül           | Delantero     | 20 años | 2  | 0     | F. C. Porto               |
| 20  | Oğuz Aydın          | Delantero     | 24 años | 3  | 0     | Fenerbahçe S. K.          |
| 21  | Emre Mor            | Delantero     | 27 años | 15 | 1     | Eyüpspor                  |
|     | Ahmed Kutucu        | Delantero     | 25 años | 2  | 0     | Galatasaray S. K.         |
| DT  | Vincenzo Montella   | Entrenador    | 51 años |    |       |                           |

### Máximas presencias
.Actualizado al 16 de junio de 2024.

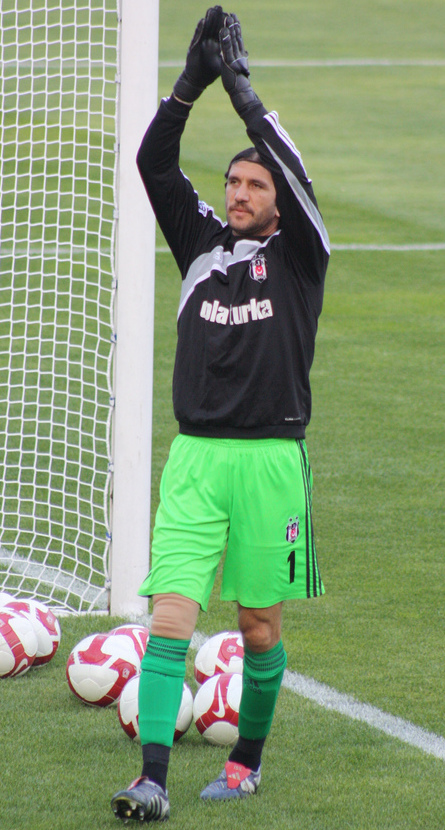
Rüştü Reçber es el jugador con más partidos internacionales de Turquía.

| #  | Jugador          | Periodo   | Partidos | Goles |
| -- | ---------------- | --------- | -------- | ----- |
| 1  | Rüştü Reçber     | 1994-2012 | 120      | 0     |
| 2  | Hakan Şükür      | 1992-2007 | 112      | 51    |
| 3  | Bülent Korkmaz   | 1990-2005 | 102      | 2     |
| 4  | Emre Belözoğlu   | 2000-2019 | 101      | 9     |
| 5  | Arda Turan       | 2006-2017 | 100      | 17    |
| 6  | Tugay Kerimoğlu  | 1990-2007 | 94       | 2     |
| 7  | Alpay Özalan     | 1995-2005 | 90       | 4     |
| 8  | Hakan Çalhanoğlu | 2013-act. | 82       | 18    |
| 9  | Hamit Altıntop   | 2004-2014 | 82       | 7     |
| 10 | Mehmet Topal     | 2008-2018 | 81       | 2     |

### Máximos goleadores
- Actualizado al 15 de junio de 2024.[34]

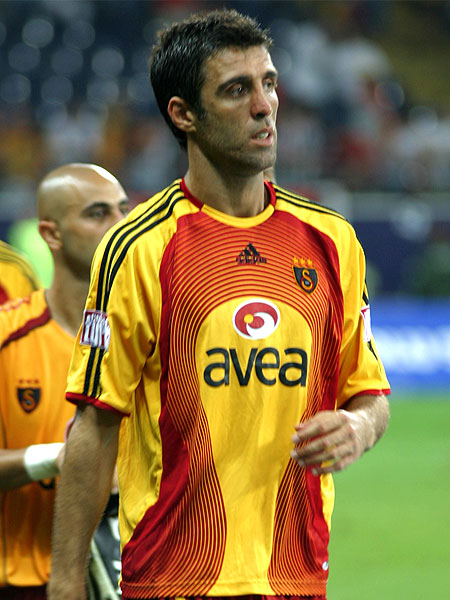
Hakan Şükür es el máximo goleador de Turquía con cincuenta y un goles.

| #  | Jugador                | Periodo   | Goles | PJ. | Promedio |
| -- | ---------------------- | --------- | ----- | --- | -------- |
| 1  | Hakan Şükür            | 1992-2007 | 51    | 112 | 0,46     |
| 2  | Burak Yılmaz           | 2006-2022 | 31    | 77  | 0,40     |
| 3  | Tuncay Şanlı           | 2003-2010 | 22    | 80  | 0,28     |
| 4  | Lefter Kucukandonyadis | 1948-1963 | 21    | 46  | 0,46     |
| 5  | Cenk Tosun             | 2013-act. | 20    | 51  | 0,40     |
| 6  | Metin Oktay            | 1955-1968 | 19    | 36  | 0,53     |
| 7  | Cemil Turan            | 1969-1979 | 19    | 44  | 0,43     |
| 8  | Nihat Kahveci          | 2000-2011 | 19    | 68  | 0,28     |
| 9  | Hakan Çalhanoğlu       | 2013-act. | 18    | 82  | 0,22     |
| 10 | Arda Turan             | 2006-2017 | 17    | 100 | 0,17     |

## Entrenadores
El papel de entrenador de la selección nacional de fútbol de Turquía se estableció por primera vez en 1923 con el nombramiento de Ali Sami Yen. El entrenador que más dirigió a la selección nacional es Fatih Terim, con 135 partidos, seguido de Şenol Güneş con 82.

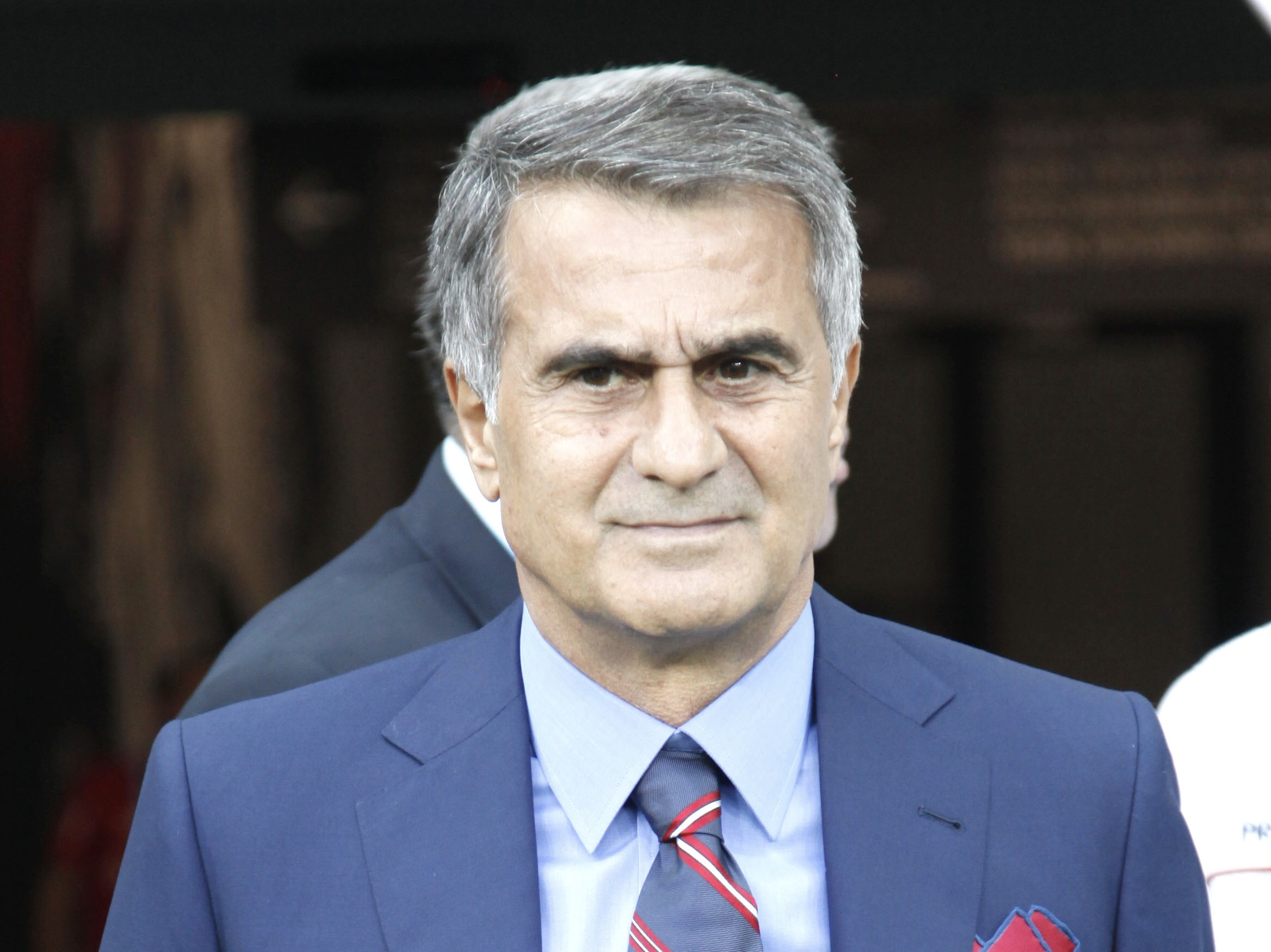
Şenol Güneş, el entrenador que llevó a Turquía al tercer puesto durante la Copa del Mundo de 2002.

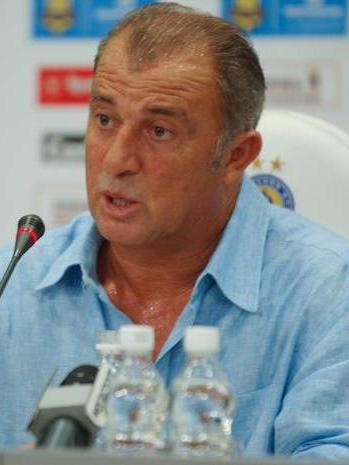
Fatih Terim entrenador que más dirigió a la selección.

- Actualizado al 15 de junio de 2025.
| Entrenador        | Periodo    | Fin        | PJ | PG | PE | PP | GF | GC |
| ----------------- | ---------- | ---------- | -- | -- | -- | -- | -- | -- |
| Ali Sami Yen      | 26/10/1923 | 26/10/1923 | 1  | 0  | 1  | 0  | 2  | 2  |
| Billy Hunter      | 25/5/1924  | 12/9/1926  | 12 | 5  | 0  | 7  | 21 | 29 |
| Béla Tóth         | 17/7/1927  | 17/4/1932  | 8  | 2  | 1  | 5  | 14 | 24 |
| Fred Pagnam       | 22/4/1932  | 4/11/1932  | 2  | 0  | 0  | 2  | 3  | 7  |
| James Donnelly    | 12/7/1936  | 1/8/1937   | 3  | 0  | 1  | 2  | 4  | 10 |
| Ignác Molnár      | 23/4/1948  | 30/5/1948  | 2  | 1  | 0  | 1  | 3  | 2  |
| Ulvi Yenal        | 2/8/1948   | 5/8/1948   | 2  | 1  | 0  | 1  | 5  | 3  |
| Peter Molloy      | 28/11/1948 | 20/5/1949  | 5  | 3  | 0  | 2  | 9  | 8  |
| Cihat Arman       | 20/11/1949 | 20/11/1949 | 1  | 1  | 0  | 0  | 7  | 0  |
| Peter Molloy      | 28/5/1950  | 28/10/1950 | 2  | 1  | 0  | 1  | 7  | 6  |
| Jimmy McCormick   | 3/12/1950  | 10/6/1951  | 2  | 1  | 0  | 1  | 4  | 5  |
| Rebii Erkal       | 17/6/1951  | 21/11/1951 | 3  | 2  | 0  | 1  | 3  | 3  |
| Sadri Usuoğlu     | 1/6/1952   | 8/6/1952   | 2  | 0  | 1  | 1  | 1  | 5  |
| Sandro Puppo      | 8/6/1952   | 23/6/1954  | 9  | 3  | 2  | 4  | 18 | 21 |
| Gündüz Kılıç      | 17/10/1954 | 17/10/1954 | 1  | 0  | 0  | 1  | 1  | 5  |
| Žarko Mihajlović  | 3/4/1955   | 26/6/1955  | 2  | 0  | 2  | 0  | 1  | 1  |
| Giovanni Varglien | 18/12/1955 | 01/05/1956 | 5  | 2  | 0  | 3  | 8  | 9  |
| Cihat Arman       | 01/05/1956 | 25/11/1956 | 2  | 0  | 2  | 0  | 2  | 2  |
| László Székely    | 5/4/1957   | 8/12/1957  | 4  | 2  | 1  | 1  | 6  | 4  |
| Leandro Remondini | 4/5/1958   | 10/5/1959  | 7  | 3  | 3  | 1  | 6  | 5  |
| Ignác Molnár      | 8/6/1960   | 8/6/1960   | 1  | 1  | 0  | 0  | 4  | 2  |
| Sandro Puppo      | 27/11/1960 | 16/5/1962  | 10 | 4  | 0  | 6  | 11 | 10 |
| Şeref Görkey      | 10/10/1962 | 10/10/1962 | 1  | 1  | 0  | 0  | 3  | 0  |
| Ljubiša Spajić    | 25/11/1962 | 16/12/1962 | 4  | 1  | 2  | 1  | 3  | 7  |
| Sandro Puppo      | 27/3/1963  | 9/10/1964  | 4  | 0  | 2  | 2  | 0  | 4  |
| Cihat Arman       | 27/9/1964  | 20/12/1964 | 3  | 1  | 1  | 1  | 6  | 4  |
| Sandro Puppo      | 24/1/1965  | 9/5/1965   | 4  | 0  | 0  | 4  | 2  | 13 |
| Doğan Andaç       | 21/7/1965  | 25/7/1965  | 2  | 1  | 1  | 0  | 3  | 1  |
| Sandro Puppo      | 9/10/1965  | 30/5/1966  | 5  | 1  | 2  | 2  | 3  | 10 |
| Adnan Süvari      | 12/10/1966 | 17/1/1969  | 17 | 5  | 4  | 8  | 16 | 32 |
| Abdulah Gegić     | 30/4/1969  | 16/11/1969 | 6  | 3  | 0  | 3  | 13 | 11 |
| Cihat Arman       | 17/10/1970 | 14/11/1971 | 6  | 1  | 1  | 4  | 4  | 17 |
| Nicolae Petrescu  | 5/12/1971  | 5/12/1971  | 1  | 1  | 0  | 0  | 1  | 0  |
| Coşkun Özarı      | 12/4/1972  | 31/10/1976 | 29 | 8  | 11 | 10 | 38 | 43 |
| Doğan Andaç       | 17/11/1976 | 17/11/1976 | 1  | 0  | 1  | 0  | 1  | 1  |
| Metin Türel       | 16/2/1977  | 5/10/1978  | 13 | 2  | 1  | 10 | 11 | 22 |
| Sabri Kiraz       | 29/11/1978 | 15/10/1980 | 12 | 5  | 1  | 6  | 13 | 15 |
| Özkan Sümer       | 3/12/1980  | 25/3/1981  | 2  | 0  | 0  | 2  | 0  | 3  |
| Fethi Demircan    | 15/4/1981  | 7/10/1981  | 4  | 0  | 0  | 4  | 0  | 12 |
| Coşkun Özarı      | 22/9/1982  | 4/4/1984   | 17 | 5  | 2  | 10 | 15 | 36 |
| Candan Tarhan     | 6/9/1984   | 14/11/1984 | 5  | 1  | 1  | 3  | 3  | 13 |
| Yılmaz Gökdel     | 22/12/1984 | 3/4/1985   | 3  | 1  | 1  | 1  | 1  | 3  |
| Kálmán Mészöly    | 1/5/1985   | 28/8/1985  | 2  | 0  | 1  | 1  | 0  | 2  |
| Coşkun Özarı      | 11/9/1985  | 12/11/1986 | 8  | 1  | 3  | 4  | 3  | 14 |
| Mustafa Denizli   | 4/3/1987   | 16/12/1987 | 6  | 1  | 1  | 4  | 6  | 16 |
| Tınaz Tırpan      | 16/3/1988  | 15/11/1989 | 11 | 5  | 1  | 5  | 16 | 12 |
| Fatih Terim       | 11/4/1990  | 11/4/1990  | 1  | 0  | 0  | 1  | 0  | 1  |
| Sepp Piontek      | 27/5/1990  | 28/4/1993  | 27 | 4  | 8  | 15 | 22 | 50 |
| Fatih Terim       | 27/10/1993 | 19/6/1996  | 33 | 17 | 8  | 8  | 47 | 36 |
| Mustafa Denizli   | 14/8/1996  | 24/6/2000  | 31 | 11 | 9  | 11 | 45 | 38 |
| Şenol Güneş       | 16/8/2000  | 18/2/2004  | 50 | 23 | 13 | 14 | 72 | 50 |
| Ünal Karaman      | 31/3/2004  | 31/3/2004  | 1  | 0  | 1  | 0  | 2  | 2  |
| Ersun Yanal       | 28/4/2004  | 8/6/2005   | 15 | 8  | 4  | 3  | 29 | 14 |
| Fatih Terim       | 17/8/2005  | 14/10/2009 | 58 | 26 | 18 | 14 | 86 | 71 |
| Oğuz Çetin        | 3/3/2010   | 29/5/2010  | 4  | 3  | 0  | 1  | 7  | 3  |
| Guus Hiddink      | 1/8/2010   | 15/11/2011 | 16 | 7  | 4  | 5  | 18 | 15 |
| Abdullah Avcı     | 17/11/2011 | 20/08/2013 | 18 | 6  | 4  | 8  | 26 | 26 |
| Fatih Terim       | 22/8/2013  | 26/7/2017  | 43 | 27 | 7  | 9  | 55 | 31 |
| Mircea Lucescu    | 2/8/2017   | 11/2/2019  | 17 | 4  | 6  | 7  | 17 | 25 |
| Şenol Güneş       | 28/2/2019  | 10/9/2021  | 32 | 15 | 10 | 7  | 55 | 40 |
| Stefan Kuntz      | 19/9/2021  | 20/9/2023  | 20 | 12 | 3  | 5  | 46 | 26 |
| Vincenzo Montella | 21/9/2023  | Presente   | 23 | 12 | 4  | 7  | 36 | 29 |

## Palmarés

### Torneos oficiales
| Competición                     |          |                                               |                    |                    |
| Competición                     | Campeón  | Segundo lugar                                 | Tercer lugar       | Cuarto lugar       |
| ------------------------------- | -------- | --------------------------------------------- | ------------------ | ------------------ |
| Juegos Mediterráneos            | 1 (1993) | 7 (1959, 1963, 1983, 1991, 1997, 2005 y 2013) | 2 (1971 y 1987)    | 2 (1967 y 2001)    |
| Copa Mundial de Fútbol          | –        | –                                             | 1 (2002)           | –                  |
| Eurocopa                        | –        | –                                             | –                  | 1 (2008)           |
| Copa Confederaciones de la FIFA | –        | –                                             | 1 (2003)           | –                  |
| Total                           | 1 título | Selección absoluta                            | Selección absoluta | Selección absoluta |

### Torneos amistosos
- Copa ECO (3): 1967, 1969 y 1974.
  - Subcampeón (2): 1965 y 1970.
- Subcampeón de la Copa de los Balcanes (1): 1931.